# Dimitrie Cantemir, Vaslui
Dimitrie Cantemir là một xã thuộc hạt Vaslui, România. Dân số thời điểm năm 2002 là 3056 người.